# バレーボールスイス女子代表
バレーボールスイス女子代表（バレーボールスイスじょしだいひょう）は、バレーボールの国際大会で編成されるスイスの女子バレーボールナショナルチームである。

## 過去の成績

### ヨーロッパ選手権の成績
- 1967 — 13位
- 1971 — 12位
- 2013 — 14位

### 欧州リーグの成績
- 2012 — 11位

### モントルーバレーマスターズの成績
- 1991年 - 8位
- 1992年 - 8位
- 1993年 - 4位
- 1994年 - 8位
- 1995年 - 7位
- 1996年 - 7位
- 2013年 - 7位
- 2014年 - 7位
- 2016年 - 7位
- 2017年 - 7位